# 卒業 (星野みちるのアルバム)
『卒業』（そつぎょう）は、2009年4月25日に発売された星野みちるの1stミニアルバム。

## 概要
- 2007年にAKB48卒業後初のCDリリースとなる為、事実上のソロデビュー作品である。
- AKB48の同期であるオリジナルメンバーの大島麻衣・折井あゆみ・浦野一美・高橋みなみ・前田敦子が作詞に参加している。
- 2009年4月26日にNHKホールで行われたAKB48のコンサート『「神公演予定」* 諸般の事情により、神公演にならない場合もありますので、ご了承ください。』の最終公演にて行われた大島麻衣の卒業式において、大島のために折井と星野の2名により書き下ろされた『勇敢な僕ら』を折井あゆみとともに歌い卒業を祝った。

## 収録曲
1. ガンバレ!
（作詞：秋元康　作曲：星野みちる　編曲：立山秋航）
AKB48所属時から歌われていたが、アレンジを一新した。
映画「受験のシンデレラ」主題歌（オリジナル・バージョンを使用）
2. サヨナラのサイン
（作詞：高橋みなみ　作曲：星野みちる　編曲：立山秋航）
3. DEAR M
（作詞：大島麻衣　作曲：星野みちる　編曲：立山秋航）
作詞を担当した大島曰く「M」とは星野みちるの「M」とのこと。並べ替えるとDREAMになる。
4. 泣きたくなる
（作詞・作曲：星野みちる　編曲：立山秋航　コーラス：田中博信・立山秋航）
5. 信じたい
（作詞：前田敦子　作曲：上田晃司　編曲：立山秋航）
6. 夢の足跡
（作詞：浦野一美　作曲：星野みちる　編曲：立山秋航）
7. 勇敢な僕ら - 星野みちる with 折井あゆみ
（作詞：折井あゆみ・星野みちる　作曲：星野みちる　編曲：立山秋航）
1番の歌詞を折井が2番を星野が作詞をそれぞれ担当した。また、曲中の掛け合いの部分は実際の折井・星野と大島による会話から引用した。